# María Y. Orosa
María Orosa e Ylagan (Taal, Batangas, 29 de noviembre de 1892 - 13 de febrero de 1945) fue una importante médica e investigadora farmacéutica filipina especializada en tecnología de los alimentos, campo en el que protagonizó varios descubrimientos. Era hermana del también prestigioso médico Sixto Y. Orosa y cuñado de Severina Luna de Orosa.

## Biografía
María Y. Orosa era hija de Simplicio Orosa y Agoncillo y Juliana Ylagan (de ahí la Y. que le acompañaba a ella y a su hermano junto al nombre). Estudió en la escuela de Farmacia de la Universidad de Filipinas, en Manila, y fue una figura destacada en la investigación alimentaria. Gracias a sus trabajos se comercializa hoy en día el zumo de calamansi, bebida muy popular en Filipinas, como también lo son el soyalac, bebida basada en la soja y el kétchup de plátano.

## Reconocimientos
El barrio de Ermita (Manila) tiene una calle en su honor.